# ロバート・パーマー
ロバート・パーマー（Robert Palmer、Robert Allen Palmer、1949年1月19日 - 2003年9月26日）は、イギリスの歌手、ミュージシャン。

## 略歴
ヨークシャー出身。十代の頃からバンドで歌い始める。1972年にR&Bバンドであるヴィネガー・ジョーのボーカリストとしてアイランド・レコードからデビュー。バンドは3枚のアルバムを発表したがセールスには恵まれなかった。しかしパーマーのソウルフルなボーカルは評価が高く、1974年にアルバム『スニーキン・サリー・スルー・ジ・アリー』でソロ・デビューを果たす。
『スニーキン・サリー・スルー・ジ・アリー』はニューオーリンズで録音され、ミーターズがバックを務める。第4作目の『ダブル・ファン』からは「Every Kinda People」が全米シングルチャートの16位を記録するヒットとなる。1年経たずに、続く第5作目『シークレッツ』を1979年発表。このアルバムから、「Bad Case of Loving You」が全米シングルチャートの14位に入るヒットとなると共に、その後もルーツミュージックをベースにレゲエやニュー・ウェイヴなど、その時々の流行の音をうまく取り入れながら、精力的に作品を発表。アイランド・レコードで1987年までに10枚のアルバムを発表した。ただし、1980年代前半は「Johnny & Mary」「Looking For Clues」「サム・ガイズ (Some Guys Have All The Luck)」「Pride」「You Are In My System」などの楽曲によりヨーロッパでは高い人気と評価を維持するものの、アメリカではヒットに恵まれなかった。
1985年には当時人気絶頂だったデュラン・デュランのジョン・テイラーとアンディ・テイラー、シックのトニー・トンプソンらが結成したパワー・ステーションに参加した。パーマーは「昔から大ファンだった。是非一緒に」とジョン・テイラーの猛烈なアタックを受けて参加している（レコーディングとテレビ出演のみで、ライブツアー前に脱退）。パワー・ステーションはアメリカ市場を中心に世界的にヒットした。
その後、1985年に発表したアルバム『リップタイド』からシングルカットされた「Discipline Of Love」はパワー・ステーションで得た知名度とは裏腹にマイナー・ヒットに終わったが、「恋におぼれて (Addicted To Love)」は無表情の女性モデルのバンドを従えて本人が歌うPVが話題となり、全米シングルチャート1位を記録する大ヒットとなる。「恋におぼれて」はグラミー賞最優秀男性ロック・ボーカル・パフォーマンス賞を受賞し、パーマー初のグラミー受賞となった。また『リップタイド』からは、同様のPVを踏襲した「ターン・ユー・オン (I Didn't Mean to Turn You On)」も全米シングルチャートの2位を記録するヒットとなっている。このPVのスタイルは数多くのパロディが作られた。1985年10月29日、坂本龍一がパーソナリティを務める番組『サウンドストリート』にゲスト出演した。坂本はパーマーの大ファンであることを公言している。
1988年からは古巣のアイランド・レコードを離れて、EMIと契約し、同年『HEAVY NOVA』を発表。ここから「この愛にすべてを (Simply Irresistible)」が全米シングルチャート2位を記録するヒットとなり、この曲で自身2度目のグラミー賞最優秀男性ロック・ボーカル・パフォーマンス賞を受賞した。続く1990年にリリースされた『ドント・イクスプレイン』ではスティーヴ・スティーヴンスと、1994年に発表された『HONEY』ではヌーノ・ベッテンコートと組むなど、ハードロック、ヘヴィメタルまで取り込む一方、マーヴィン・ゲイの「マーシー・マーシー・ミー / アイ・ウォント・ユー」のメドレーもカバー。全米では最後のヒットとなる。
1993年より、スイスの経済都市ルガーノに移住。亡くなるまで居住し、この地に埋葬されている。
作曲にコルグ・TRINITYシリーズを愛用していたことを雑誌のインタビューで答えている。
日本にまつわるエピソードとして、1997年にウェンブリー・スタジアムで行われたエルヴィス・プレスリー没後20年を記念したロックフェスティバル「songs and visions」で共演した矢沢永吉の楽屋に花束を贈り、「Break a leg」（演劇用語で「頑張って」「成功を祈る」などの意）というメッセージ付きで激励した。
テレビ番組『ベストヒットUSA』に出演した際、「ウィ・アー・ザ・ワールド」におけるブルース・スプリングスティーンの歌唱を皮肉交じりに批判した。
2003年9月26日、パリ滞在中に心臓発作により死去。

## ディスコグラフィ

### スタジオ・アルバム
- 『スニーキン・サリー・スルー・ジ・アリー』 - Sneakin' Sally Through the Alley (1974年)
- 『プレッシャー・ドロップ』 - Pressure Drop (1975年)
- 『サム・ピープル』 - Some People Can Do What They Like (1976年)
- 『ダブル・ファン』 - Double Fun (1978年)
- 『シークレッツ』 - Secrets (1979年)
- 『クルーズ』 - Clues (1980年)
- 『プライド』 - Pride (1983年)
- 『リップタイド』 - Riptide (1985年)
- 『HEAVY NOVA』 - Heavy Nova (1988年)
- 『ドント・イクスプレイン』 - Don't Explain (1990年)
- 『ライディン・ハイ』 - Ridin' High (1992年)
- 『HONEY』 - Honey (1994年)
- 『リズム&ブルース』 - Rhythm & Blues (1998年)
- 『ドライヴ』 - Drive (2003年)

### ライブ・アルバム
- 『サム・ガイズ』Maybe It's Live (1982年)
- 『ライヴ・アット・ジ・アポロ』 - Live at the Apollo (2001年)
- At the BBC (2010年)

### ヴィネガー・ジョー
- 『ヴィネガー・ジョー』 - Vinegar Joe (1970年)
- 『ロックン・ロール・ジプシーズ』 - Rock'n Roll Gypsies (1970年)
- 『シックス・スター・ジェネラル』 - Six Star General (1970年)

### パワー・ステーション
- 『ザ・パワー・ステーション』 - The Power Station (1985年)
- 『リヴィング・イン・フィア』 - Living in Fear (1996年)